# Холмская
Холмская — станица в Абинском районе Краснодарского края России (до 1997 года пгт Холмский). Административный центр Холмского сельского поселения, объединяющего 11 населённых пунктов.

## Географическое положение
Холмская расположена на берегах левого притока Кубани речки Хабль (Сухой Хабль), при выходе её из горно-лесного массива. Западнее станицы (3 км) находится пгт Ахтырский, восточнее (6 км) — пгт Черноморский. В 6 км выше по течению расположен лепрозорий Синегорск. Станица Холмская находится на двух холмах, между которыми протекает река Хабль. Характер местности — предгорный. В южной части станицы начинаются лиственные леса с преобладанием дуба и горы высотой 200—300 м. Севернее станицы простираются степи.

## История
Станица Хабльская была основана в 1863 году переселёнными на Кубань азовскими казаками. До неё на этом месте находился натухайский аул Хабль (адыг. Хьаплъ).
Первая партия азовских казаков с семьями под началом есаула Д. Подгурского прибыла в Хабльский лагерь 28 мая 1863 года, где уже формировался Абинский полк под командованием подполковника Фролова. Вторую партию, состоящую в основном из казаков станицы Покровской Александровского уезда Екатеринославской губернии, повёл в Закубанье сотник Кравченко со своим помощником сотником Сердюковым. 30 апреля казаки с семьями и обозом выступили в поход, и, пройдя 566 вёрст через земли Войска Донского и Черномории, 1 июня (13 июня по новому стилю) 1863 года вступили на берег реки Хабль. И в тот же день они начали размещаться внутри станичного окопа на размеченных участках.
13 сентября 1867 года станица была переименована в Холмскую по причине местонахождения станицы на холме. 7 июня 1961 года станица была преобразована в рабочий посёлок Холмский, а 28 октября 1997 года — обратно в станицу.
Всего в станице к 1868 году насчитывалось бывших жителей упразднённого Азовского войска: 3 семейства ст. Петровской, 2 семейства ст. Новоспасовской, 87 семейств ст. Стародубовской, 162 семейства ст. Покровской и 1 семейство ст. Никольской. Таким образом, в станице Холмской были представители всех населённых пунктов Азовского казачьего войска.

## Население
Население — 18 699 человек (2021), 3-е место в районе. Большинство населения — русские (85,3 %), проживают также турки, украинцы, армяне и др.
| 1939    | 1959    | 1970    | 1979    | 1989    | 2002    | 2010    |
| ------- | ------- | ------- | ------- | ------- | ------- | ------- |
| 9647    | ↗14 895 | ↗16 324 | ↘15 654 | ↘15 547 | ↗17 271 | ↗17 585 |
| 2021    |         |         |         |         |         |         |
| ↗18 699 |         |         |         |         |         |         |

## Транспорт
Железнодорожная платформа Холмская на участке «Краснодар — Крымская». Остановка пригородных электропоездов «Краснодар — Новороссийск» и «Новороссийск — Краснодар», каждый из которых курсирует четыре раза в день.

## Образование
В Холмской расположены следующие образовательные организации:

### Дошкольное образование
- Детский сад № 16
- Детский сад общеразвивающего вида № 29
- Детский сад № 40

### Среднее образование
- Холмская СОШ № 15
- Холмская СОШ № 17
- Холмская СОШ № 43

### Дополнительное образование
- Холмская детская школа искусств

## Здравоохранение
- Холмская районная больница № 2

## Спорт
- Стадион «Рудник»